# Ihor Pintchouk
Ihor Pintchouk (en russe : Ігор Борисович Пінчук), né le 11 octobre 1967, à Kiev, dans la République socialiste soviétique d'Ukraine (Union soviétique), est un joueur soviétique, puis ukrainien de basket-ball. Il évolue durant sa carrière au poste de pivot.

## Palmarès
- Finaliste du championnat du monde 1990